# Aéroport Daniel Z. Romualdez
Aéroport de Tacloban
L’aéroport Daniel Z. Romualdez (en philippin : Paliparan ng Daniel Z. Romualdez ; en waray : Luparan han Daniel Z. Romualdez) (code IATA : TAC • code OACI : RPVA), ou plus communément l’aéroport de Tacloban, est un aéroport domestique situé à Tacloban, la plus grande ville de l’île de Leyte et de la région des Visayas orientales aux Philippines. C’est le principal aéroport desservant les Visayas orientales, avec des vols intérieurs depuis Manille et Cebu. 
L’aéroport porte le nom de Daniel Z. Romualdez, ancien président de la Chambre des représentants des Philippines de 1957 à 1962.

## Situation
L’aéroport est situé sur la péninsule de Cataisan, au sud-est de Tacloban, la principale ville de la région des Visayas orientales. Cataisan est une mince bande de terre, si bien que la piste d’atterrissage débute à quelques mètres de la rive et longe la mer à l’est.
Il est classé comme aéroport de classe 1 (aéroport domestique majeur) par l’autorité de l'aviation civile des Philippines. 

## Histoire

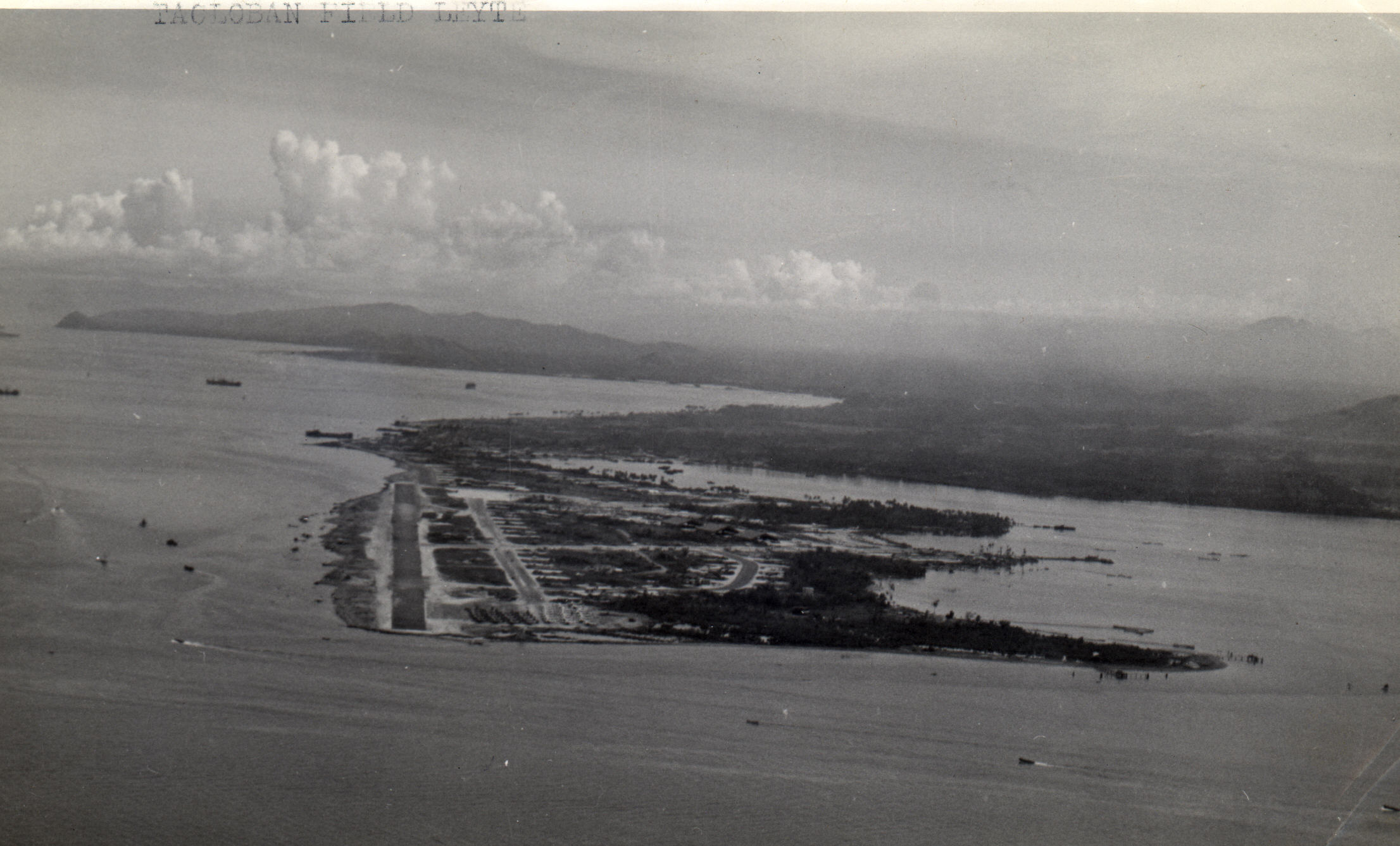
Vue aérienne du terrain d’aviation de Tacloban réalisée par l’armée américaine fin 1944.

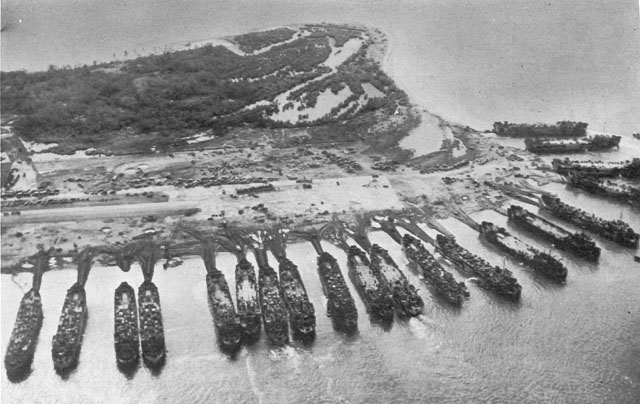
Landing Ship Tanks américains amarrés en bordure du terrain d’aviation, 8 novembre 1944.

### Seconde Guerre mondiale
Avant la Seconde Guerre mondiale, un petit terrain d’aviation de l’US Air Force se trouvait à l’emplacement de l’actuel aéroport. Elle en est chassée par la conquête japonaise des Philippines. Les Japonais y installent notamment des canons. Lors de la reconquête par les Alliés, la 6e armée débarque sur l’île de Leyte le 20 octobre 1944, et le terrain d’aviation de Tacloban, objectif prioritaire de la 1re division de cavalerie du 10e corps, est repris en moins de 24 heures. Au sein de la 1re division, c’est plus précisément le 1er escadron du 7e régiment de cavalerie, commandée par le major Leonard Smith et débarquée sur White Beach juste au sud de Tacloban, qui s’empare de l’aéroport et de toute la petite péninsule de Cataisan, avec l’aide de quelques chars moyens du 44e bataillon de tanks (détaché de la 12e division blindée).
L’une des priorités américaines est de sécuriser un aérodrome, cependant, leurs reconnaissances montrent que toutes les pistes d’aviation locales, y compris celle de Dulag, sont impraticables en raison de la saison des pluies, à l’exception de celle de Tacloban. Même ainsi, les Américains se rendent compte que la piste d’atterrissage est plus courte que prévu, requérant donc des travaux d’extension urgents. Le 23 octobre, trois bataillons du génie (les 46e et 240e bataillons de construction du génie et le 1181e bataillon du génie de l’air), aidés par des escadrons du 49e Fighter Group et des civils philippins, commencent les travaux, alors que le 339e bataillon du génie aménage une route pour relier les zones de débarquement à l’autoroute 1 qui relie le terrain d’aviation. Le 25 octobre, l’aviation japonaise, qui contre-attaque dans le cadre de la bataille du golfe de Leyte, vise la piste d’atterrissage et la flotte américaine, ce qui crée une situation chaotique pour le génie, alors que de nombreux pilotes américains tentent désespérément d’atterrir en urgence sur la piste encore inachevée. Le génie reste à pied d’œuvre durant toute la bataille pour finalement achever la piste entre le 26 et le 30 octobre, malgré les bombardements japonais. Cette piste reste la seule praticable jusqu’au 18 novembre quand la piste de Dulag est finalement mise en service. Le terrain d’aviation de Tacloban étant situé en bordure de mer, il est aussi intensément utilisé par la logistique pour décharger et entreposer du ravitaillement (rations, munitions, plaques en acier perforées, essence) par voie de mer.

### Conversion au trafic civil

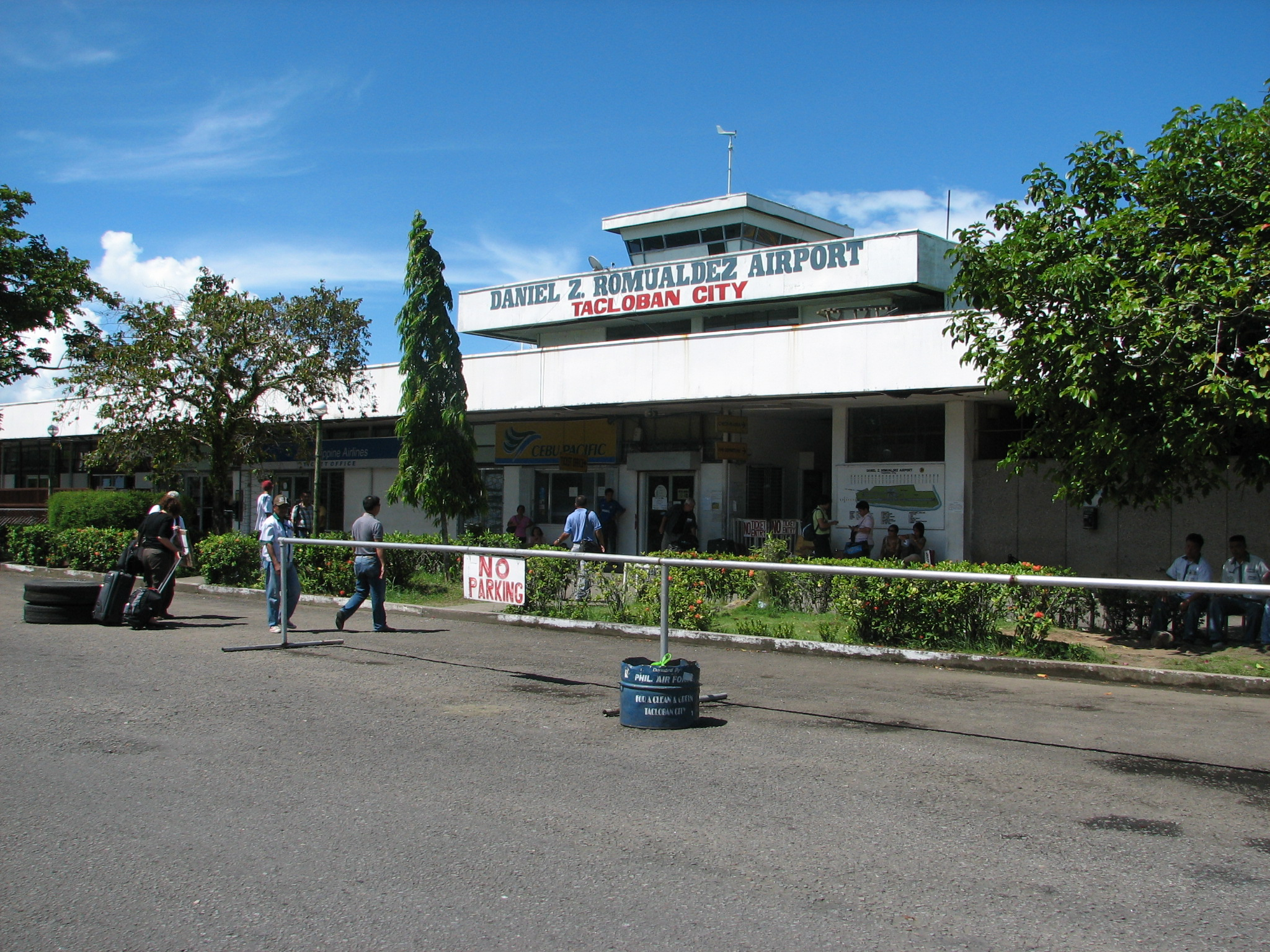
Ancien terminal photographié en 2007.

Après la guerre, l’aéroport est reconverti pour le transport de passagers et de marchandises, reliant notamment les métropoles de Manille et Cebu. En 1971, il est déjà le plus fréquenté des Visayas orientales ; il reçoit alors 105 543 passagers pour 2 332 vols au total, soit plus de 80 % des passagers de la région.

### Destruction par Haiyan

Aéroport dévasté par le typhon Haiyan, 14 novembre 2013.

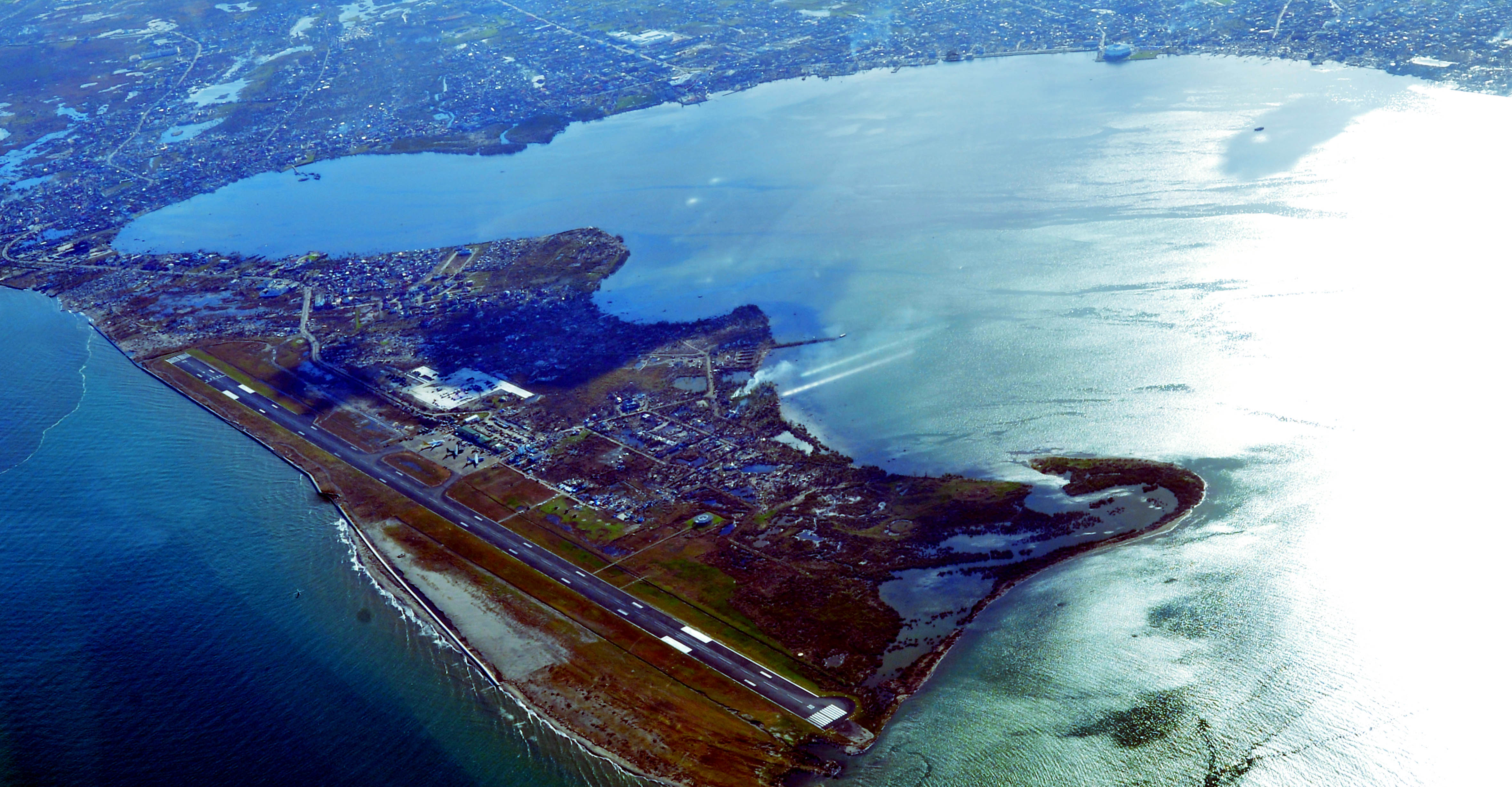
Vue aérienne le 17 novembre 2017, dix jours après le passage du typhon Haiyan.

Le 7 et 8 novembre 2013, le typhon Haiyan (appelé Yolanda localement) dévaste les Visayas, détruisant le terminal et la tour de contrôle de l’aéroport de Tacloban et endommageant la piste d’atterrissage. Dans les jours qui suivent, l’aide humanitaire peut arriver par air malgré la piste endommagée, notamment par l’armée de l’air des Philippines et celle des États-Unis. Un hôpital de fortune y est mis en place. Le 11 novembre, l’aéroport reprend partiellement le transport de passagers. Il est alors envisagé de reconstruire l’aéroport sur un site plus protégé, à l’intérieur des terres, à Palo ou Santa Fe, ce qui ne se concrétise finalement pas,. Le 6 décembre 2014, l’aéroport, toujours en cours de reconstruction à la suite de Haiyan, est à nouveau légèrement endommagé par le typhon Hagupit, mais redevient totalement fonctionnel le 22 décembre avec l’achèvement de la piste d’atterrissage sur laquelle même les plus gros avions peuvent de nouveau se poser.
Le 17 janvier 2015, plus de cent mille personnes se rassemblent à l’aéroport pour assister à une messe en plein air du pape François, en visite pour les victimes de Haiyan,.

### Agrandissements contemporains
Du troisième trimestre 2017 au 16 mars 2018, des travaux d’extension du terminal ont lieu, celui existant, restauré après Haiyan, ayant une capacité trop faible. En 2023, un nouveau projet d’agrandissement des bâtiments et d’allongement de la piste d’atterrissage est en cours afin de donner une dimension internationale à l’aéroport et stimuler le tourisme dans les Visayas orientales, pour une fin des travaux prévue en fin 2025,.

## Infrastructures

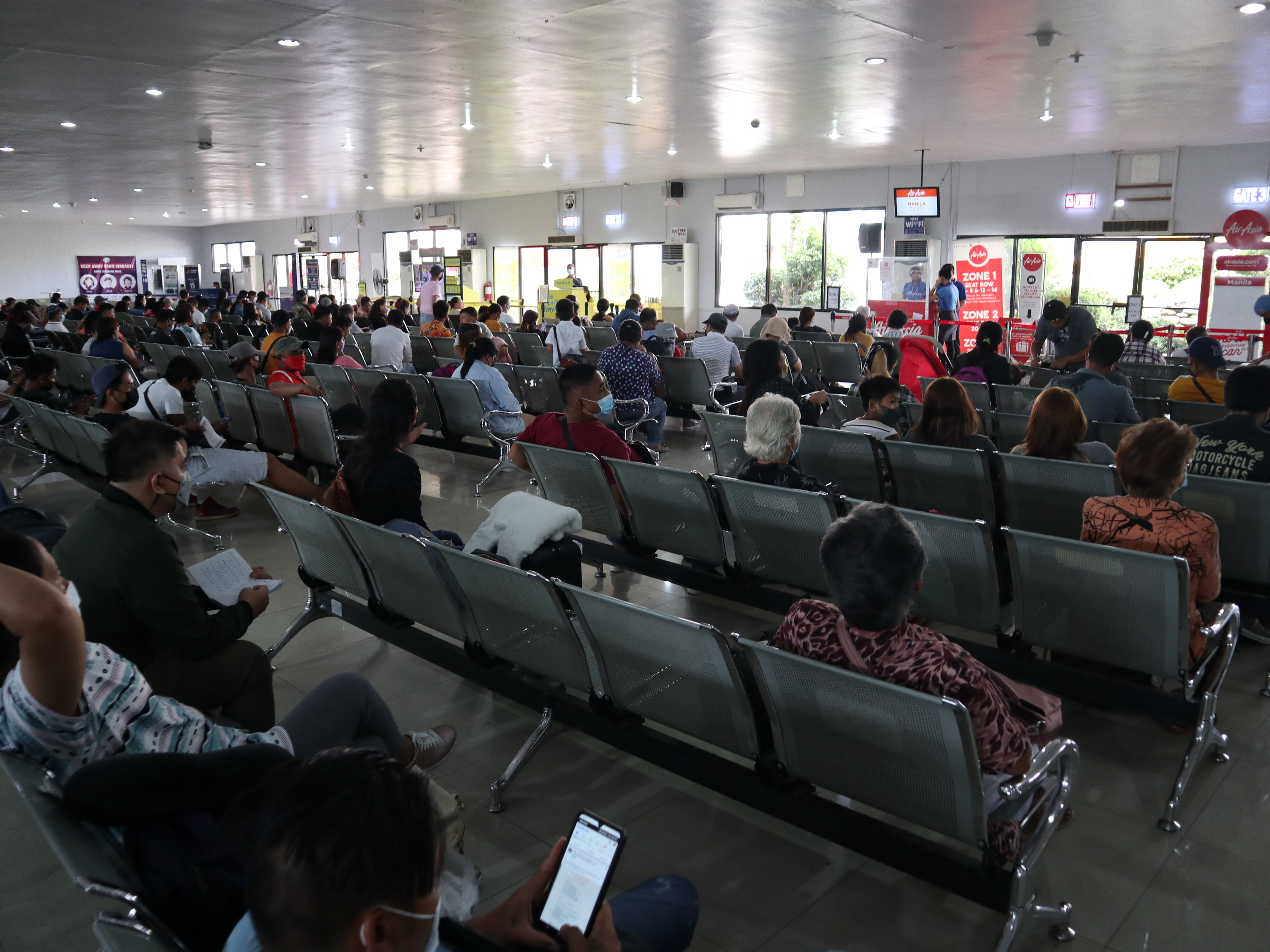
Intérieur du terminal en 2022.

L’aéroport comprend un terminal d’environ 600 sièges, avec un second terminal en cours de construction devant permettre d’accueillir 1000 sièges de plus. Il comprend plusieurs parkings.
La piste d’atterrissage, à peu près orientée nord-sud, mesure 2,1 km de long, avec une extension prévue à 2,5 km.

## Destinations
- Manille (aéroport international Ninoy-Aquino) : liaison assurée par Philippine Airlines, Cebu Pacific et AirAsia Philippines.
- Cebu (aéroport international de Mactan-Cebu) : liaison assurée par Philippine Airlines et Cebgo.

## Accès
L’aéroport, situé quelque 12 km au sud du centre-ville de Tacloban, est accessible par la route.

## Trafic
En 2022, l’aéroport a accueilli 1,48 million de passagers, ce qui en fait le septième plus fréquenté du pays.
Statistiques en nombre de passagers selon l’autorité de l’aviation civile des Philippines :
| Année | Nombre de passagers |
| ----- | ------------------- |
| 2001  | 299 295             |
| 2002  | 303 490             |
| 2003  | 283 573             |
| 2004  | 289 669             |
| 2005  | 328 358             |
| 2006  | 399 885             |
| 2007  | 511 322             |
| 2008  | 627 108             |
| 2009  | 892 425             |
| 2010  | 907 347             |
| 2011  | 1 009 575           |
| 2012  | 1 149 592           |
| 2013  | 538 727             |
| 2014  | 863 634             |
| 2015  | 1 110 789           |
| 2016  | 1 182 951           |
| 2017  | 1 165 194           |
| 2018  | 1 443 318           |
| 2019  | 1 405 701           |
| 2020  | 363 782             |
| 2021  | 519 158             |
| 2022  | 1 489 803           |
| 2023  | 1 539 674           |
| 2024  | 1 388 864           |

## Situation
| \| 100 km1:11 581 000 \| Sicogon Bacolod Bancasi Basco Busuanga-Coron Calbayog Camiguin Catarman Caticlan Clark Cotabato Cuyo Davao Dipolog General · Santos Iloilo Jolo Kalibo Cagayan de Oro Laoag Legazpi Mactan-Cebu Manille Marinduque Masbate Naga Ormoc Pagadian Puerto · Princesa Roxas Tacloban Sanga · Sanga Sayak Sibulan Subic Bay Surigao San José Bohol Tandag Tugdan Tuguegarao Virac Zamboanga |
| 100 km1:11 581 000 |